# De chica en chica
De chica en chica és una comèdia coral de temàtica LGBT estrenada al setembre de 2015 i dirigida per Sonia Sebastián. És protagonitzada per Celia Freijeiro, Sandra Collantes, Cristina Pons, María Botto i Jane Badler, entre d'altres. El llargmetratge aborda en un to desenfadat i còmic, el lesbianisme, les relacions que es donen en les famílies d'avui dia i l'amor entre persones del mateix i diferent sexe. La pel·lícula es va estrenar en televisió el 7 de maig de 2017 en La 2 de Televisió Espanyola, en el programa Versión española.

## Sinopsi
Es tracta d'una comèdia eixelebrada i divertida del mateix equip creador de la reeixida sèrie en línia Chica busca chica (2008) aclamada internacionalment i editada en DVD. En aquesta ocasió, a Inés (Celia Freijeiro) la vida li somriu a Miami, fins que la seva xicota Becky descobreix que li ha estat enganyant amb Kirsten (Jane Badler), una editora estatunidenca que és membre de l'Associació Nacional del Rifle. Ha arribat, doncs, l'hora de tornar a casa, i de tornar a veure a Lola (Sandra Collantes), l'heterosexual de qui estava enamorada a Espanya. Però Inés tria el pitjor moment per fer-ho. En presentar-se d'improvís a casa de Lola, Inés interromp una festa en honor de Candela, la filla de Verónica (Cristina Pons), dona a qui va abandonar embarassada el dia que anaven a casar-se. També està Sofia (Maria Botto), l'editora de novel·la eròtica a la qur va estafar, i Javier (Ismael Martínez), l'ex de Lola, amb qui Inés sempre va competir, i la dona d'aquest [Marina San José), embarassada. I Fran (Jaime Olías), l'amic gai amb mentalitat d'hetero amb la seva xicota Linda (Estefanía de los Santos), una transsexual espectacular...

## Repartiment
- Celia Freijeiro: Inés
- Cristina Pons: Verónica, ex d'Inés
- Sandra Collantes: Lola
- Ismael Martínez: Javier, ex de Lola i marit de Blanca
- Maria Botto: Sofía
- Estefanía de los Santos: Linda
- María Ballesteros: Marta
- Mar Ayala: Candela, filla de Verónica
- Marina San José: Blanca, dona de Javier
- Adrián Lastra: Gustavo, pacient de Lola
- Jaime Olías: Fran
- Eulalia Ramon: mare de Marta
- Paulina Gálvez: Becky, ex d'Inés
- Jane Badler: Kirsten, ex d'Inés

## Producció i finançament
La producció de la pel·lícula és a càrrec de PocaPena Producciones. El finançament del projecte es va dur a terme a través de dues campanyes de micromecenatge: una a Espanya i una altra més àmplia als EUA, aquesta última amb gran recaptació. A través d'ella l'equip va aconseguir la xifra necessària per a començar a costejar el procés de rodatge i de producció de la pel·lícula.
Cal destacar que Televisió Espanyola és una de les entitats que participa i col·labora en la pel·lícula, i té els drets d'emissió del llargmetratge

## Festivals i premis
Des que es va estrenar, la pel·lícula ha estat reconeguda amb diversos premis en diferents llocs d'Espanya, projectant-se en diversos festivals de cinema LGTB per tot el país. A més ha estat guardonada en el seu gira per festivals internacionals.
- El 18è FanCineGay Extremadura: Premi Las Horas
- L'XI Festival Andalesgai (Sevilla): Premi del Público al Millor llargmetratge.
- Ploma Cinematogràfica 2016 per la Federació Estatal de Lesbianes, Gais, Transsexuals i Bisexuals (FELGTB), en la X edició dels Premis Plomes i Fuets.
- Millor Llargmetratge al 12è Festival Internacional de Cinema Lesbigaytrans (Paraguai).

La pel·lícula també s'ha presentat amb gran acolliment en festivals de llarg recorregut espanyols: 
- 20è LesGaiCineMad a Madrid
- 13er Festival de Cine Zinegoak a Bilbao
- 14a Mostra de cinema LGTB de Fuerteventura
- 16a Mostra Internacional de Cinema LGTBI (Cinhomo) de Valladolid.
- 11a edició de Zinentiendo, Mostra de Cinema Internacional LGTBQI de Saragossa.
- Baeza por la Diversidad 2016, a Baeza (Jaén).
- 21è LesGaiCineMad 2016, en Madrid.

En l'última edició dels Premis Goya, De chica en chica va ser preseleccionada en 22 categories, entre elles: millor actriu protagonista (Celia Freijeiro), millors actrius de repartiment (Sandra Collantes, Maria Botto, Cristina Pons), millor actriu revelació (Marina San José) i millor direcció novella (Sonia Sebastián).

## Projecció i exhibició internacional
De chica en chica s'ha distribuït a nombrosos països i a través de multitud de festivals de cinema LGTB.
La pel·lícula compta amb presència internacional a:
- Suècia: Boden Queer Film Fest 2015[4]
- Buenos Aires, Argentina: Mercados Ventana Sur de Buenos Aires i MIPCom.[5]
- Sydney, Austràlia: 23 MardiGras Film Festival 2016[6]
- Miami, Florida (EUA): 18th Annual Miami Edition del MiFo LGBT Film Festival.[7]
- Freiburg, Alemanya: projecció a l'apertura del Lesbenfilmtage 2016.[8]
- San Francisco, California (EUA): en la 40ª edición del festival Frameline (San Francisco International LGBTQ Film Festival).[9]
- Milan, Italia: 30° Festival Mix Milano di Cinema GayLesbico e Queer Culture, premier l'1 de juliol, al Piccolo Teatro Strehler.[10]
- L'Havana, Cuba: projecció al Cine Riviera.
- Santiago de Xile, Xile: premier llatinoamericana al Festival De Tortas y Cabritas, durant el Cicle de Cinema Lèsbic: a Matucana100, i a Café Literario Balmaceda[11]
- Los Ángeles, California (EUA): projecció inclosa al Outfest Los Angeles LGTB Film Festival 2016, al RedCat.[12]
- Asunción, Paraguai: inaugura el 12è Festival Internacional de Cine Lesbigaytrans, en el CCEJS.[13]
- Santa Cruz de la Sierra, Bolivía: estrena de la pel·lícula al 9è Festival de Cine de la Diversidad, al Cine Bella Vista.[14]
- Montevideo, Uruguai: premier uruguaiana a Llamale H, Festival Internacional de cinema sobre diversitat sexual i de gènere.[15]
- Fresno, Califòrnia (EUA): al 27è Film Festival Reel Pride, a ViSTA Theatre.[16]
- Taiwan: premier al 23 Women Make Waves Film Festival, amb projeccions a Taipei i Taichung.[17]
- Santiago de Xile (Xile): 9a edició del Festival de Cine Movilh Lesgaybitrans, al Centro Cultural de España.[18]
- Nova York, NY (EUA): premier novaiorquesa a NewFest al Festival de Cinema LGBT de NYC.[19]
- Lovaina, Bèlgica: premier belga al 16è Festival Holebifilm.[20]
- Eslovènia: la pel·lícula s'exhibeix al 32è Festival LGBT Filma, a Liubliana i Maribor.
- Kingston (Canadà): premier canadenca el febrer de 2017 al 18 ReelOut Queer Film Festival.[21]
- Las Vegas, Nevada (EUA): premier al Clexacon LGBT Film Festival el 3 de març de 2017.[22]
- Miami, Florida (EUA): premier al 3r Festival Internacional de la Escena de Miami 2017 (FIE 2017).[23]
- Austin, Texas (EUA): projecció a l'International Film Festival Cine Las Americas 2017.[24]

A Madrid, la pel·lícula va ser reestrenada al febrer de 2016 al cinema Artistic Metropol, assolint gran èxit i nombrosos sold out en moltes de les sessions, motiu pel qual es va prorrogar la seva projecció fins a primers de març.

## Llançament en streaming i DVD
De Chica en Chica està disponible en streaming per a Espanya a les plataformes de vídeo sota demanda Filmin, iTunes, Google i Ono.
A l'abril de 2016 comença a comercialitzar-se en DVD. A més de la pel·lícula, el DVD inclou extres com a escenes eliminades, la campanya de micromecenatge o el procés de realització.